# 西宁州 (北宋)
西宁州，北宋时设置的州。
唐朝时置鄯州，治湟水县，上元年间被吐蕃占领，号青唐城。后为唃厮啰国都城。北宋崇宁三年（1104年）改鄯州置，治所在今青海省西宁市。属秦凤路。辖境相当今青海省西宁市及大通、互助、湟中等县地。1129年，被金國佔領。南宋绍兴六年（1136年），被西夏攻佔。元朝初年，为章吉驸马分地。至元二十三年（1286年），立西宁州等处拘榷课程所。二十四年，封章吉为宁濮郡王，以镇其地。明朝洪武六年（1373年），改为西宁卫。